# (925) Alfonsina
(925) Alfonsina es un asteroide que forma parte del cinturón de asteroides y fue descubierto el 13 de enero de 1920 por José Comas y Solá desde el observatorio Fabra de Barcelona, España.

## Designación y nombre
Alfonsina se designó al principio como 1920 GM.
Más adelante fue nombrado en honor de los reyes Alfonso X de Castilla y Alfonso XIII de España.

## Características orbitales
Alfonsina está situado a una distancia media de 2,701 ua del Sol, pudiendo acercarse hasta 2,488 ua y alejarse hasta 2,914 ua. Tiene una inclinación orbital de 21,08° y una excentricidad de 0,0789. Emplea en completar una órbita alrededor del Sol 1621 días.